# 沃利齊亞-莫羅佐維齊卡
50°43′8″N 24°6′38″E / 50.71889°N 24.11056°E
沃利齊亞-莫羅佐維齊卡（烏克蘭語：Волиця-Морозовицька），是烏克蘭的村落，位於該國西部沃倫州，由沃洛德米爾區負責管轄，面積6.3平方公里，海拔高度201米，2001年人口238，人口密度每平方公里37.78人。